# 七宝郷土資料館
七宝郷土資料館（しっぽうきょうどしりょうかん）は愛知県あま市七宝町にかつて存在した博物館。1981年（昭和56年）に開館した。

## 概要
1981年（昭和56年）、旧七宝町が設立し同年11月4日に開館。設立は、町民から「郷土の歴史的、民俗的な遺産が散逸しないよう保存する場所が欲しい」という強い要望によるもの。鉄筋コンクリート2階建て約250平方メートル。工費は約4千万円。館内には郷土史研究委員の呼びかけにより町民から寄贈のあった古文書類、民俗資料など。

## 休館・解体
2007年（平成19年）4月1日より休館していたが、2019年（令和元年）12月2日より解体工事が行われ、解体後は隣接するあま市市民活動センターの駐車場として利用されている。